# Cesare Mariani
Cesare Mariani   (Rome, 1826 - 1901) est un peintre italien exerçant au XIXe et au début du  XXe siècle.
à Rome et à Ascoli Piceno.

## Biographie
Cesare Mariani a continué la tradition italienne des fresques religieuses avec ses nombreuses réalisations à la cathédrale de Sant'Emidio à Ascoli Piceno, dans les églises de la Madonna delle Grazie à Teramo dans la région des Abruzzes, de Santa Maria in Aquiro, Santa Maria del Suffragio, et Santo Stefano del Cacco.
Cesare Mariani, adhérent du préraphaélisme, laissa une abondante production.
En 1870 il travailla avec Domenico Bruschi au Palazzo della Consulta à Rome.

## Œuvres
Fresques :
- Décoration, Palazzo della Consulta, Rome.
- Cathédrale de Sant'Emidio, Ascoli Piceno.
- Église de la Madonna delle Grazie, Teramo.
- Église Santa Maria in Aquiro, Rome.
- Église Santa Maria del Suffragio, Rome.
- Église Santo Stefano del Cacco, Rome.

Peintures :
- Dans la loge,
- Jeune Fille romaine avec une colombe et un chien,
- Scène de la vie romaine (1876),
- Tramonto a Capri (Coucher de soleil à Capri), huile sur toile de 55,5 × 35 cm,
- Galline nell'aia (Poules dans la cour) (1886), aquarelle, pastel sur papier de 41 × 77 cm,
- Corteggiamento (Cour) (1855), huile sur toile de 59 × 46 cm,
- Fuga in Egitto (Fuite en Égypte), huile sur papier, panneau de 24 × 18,5 cm,
- San Paolo e San Andrea, tempera sur carton de 24 × 28,5 cm,
- Pescatore a riposo (Pêcheur au repos) (1889), huile sur panneau de 28,5 × 17 cm,
- Venditore di maschere (Vendeur de masques), huile sur toile de 95 × 65 cm,
- Giovane donna in bianco (Jeune femme en blanc) (1882), huile sur toile de 63 × 50 cm,
- Jean-Baptiste de La Salle (1888), musées du Vatican, salle Sobieski de la Pinacothèque. Toile offerte au pape Léon XIII.

## Sources
- (en) Cet article est partiellement ou en totalité issu de l’article de Wikipédia en anglais intitulé « Cesare Mariani » (voir la liste des auteurs).